# UPM Ettringen
Die Gebr. Lang GmbH Papierfabrik (auch als Lang Papier bekannt) ist eine Papierfabrik in Ettringen im Landkreis Unterallgäu. Sie ist Teil der Myllykoski Corporation, die heute zum UPM-Kymmene-Konzern gehört. Sie ist ein wichtiger Arbeitgeber für die Region Wertachtal. Die Hauptprodukte sind Zeitungs- und SC-Papiere. Am 11. März 2025 gab das Unternehmen die Stilllegung der Produktion bekannt.

## Geschichte

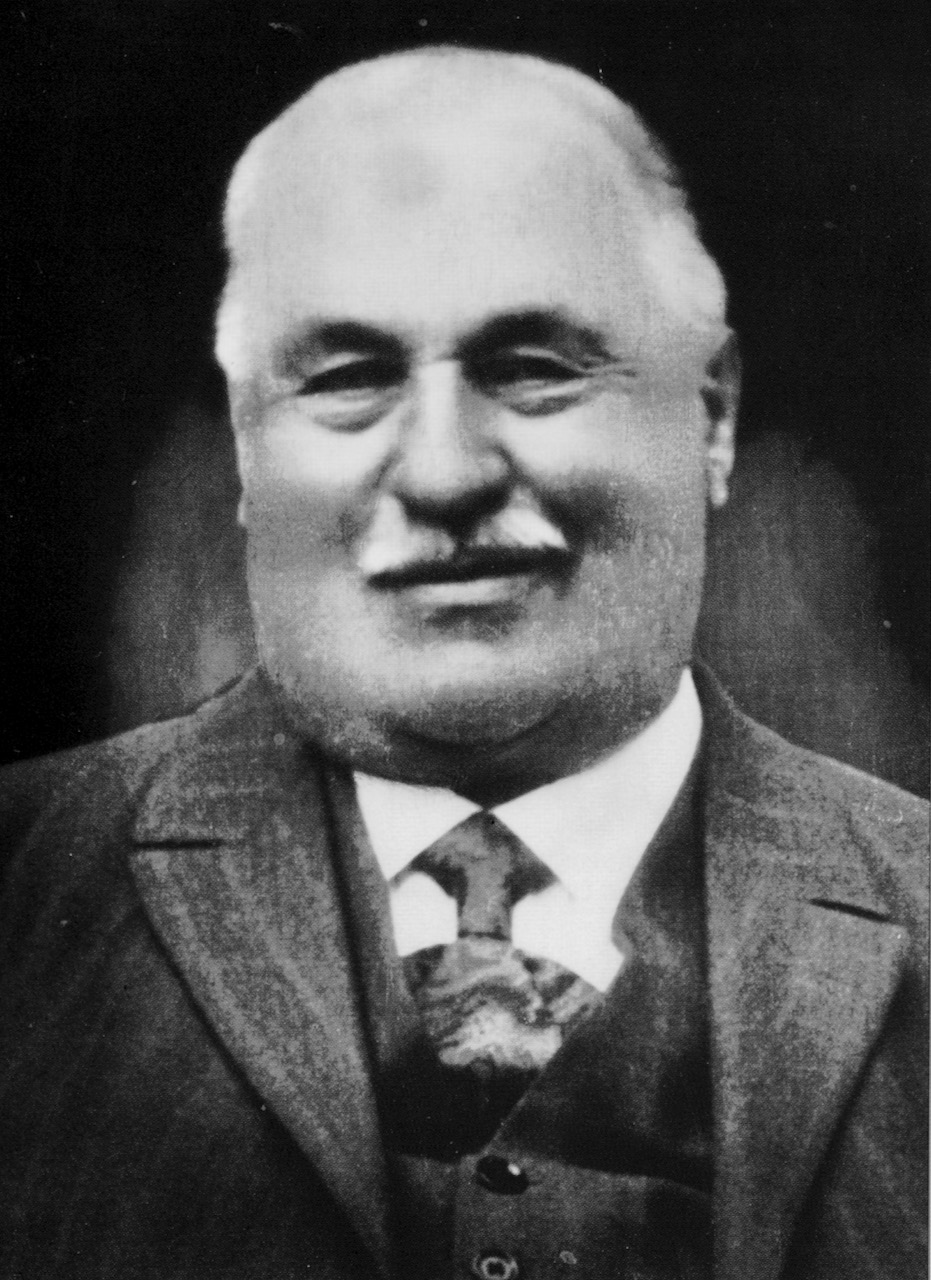
Firmengründer Michael Lang um 1920

### Anfänge

#### Vorgeschichte
Der Firmengründer und Ettringer Bürger Michael Lang (* 16. Januar 1862, † 21. Mai 1932) betätigte sich zunächst noch als Holzhändler und flößte in größeren Mengen Holz auf der Wertach nach Augsburg und vermarktete es dort. Zusammen mit seinen Brüdern Johann und Georg gründete er 1885 in Ettringen an der Wertach ein Sägewerk. Schon 1886, ein Jahr später, brannte das Sägewerk bis auf die Grundmauern ab. Er baute es nicht wieder selbst auf, sondern kaufte im November 1888 ein bestehendes Sägewerk in Großaitingen. Dieses Sägewerk befriedigte seinen unternehmerischen Ehrgeiz nicht. Er plante deshalb zusammen mit seinen zwei Brüdern den Bau einer Fabrik, in der Holzschliff hergestellt wird, der für die Herstellung von Papier in Einsatz kommt.

#### Gründung der Gebr. Lang oHG
Am 14. Februar 1896 begannen die Brüder Michael, Georg und Johann Lang mit dem Bau einer Fabrik für Holzschliffprodukte an der Wertach in Ettringen. Ein Jahr später stellten sie mit 16 Arbeitern erstmals Holzstoff für die Papierherstellung her. Das Unternehmen wurde unter dem Namen Gebr. Lang oHG geführt. Die Maschinen wurden von einer Turbine angetrieben, die mit der Wasserkraft der Wertach gespeist wurde. Am 1. März 1897 wurde mit einer 16-köpfingen Belegschaft mit der Produktion von Holzschliff begonnen. Den Holzschliff transportierte er noch mit Pferdefuhrwerken. Michael Lang setzte sich deshalb für einen Bahnanschluss für Ettringen ein, der 1908 dann auch fertiggestellt wurde.
Im Jahre 1898 starb der älteste Bruder Johann und im Jahr 1900 schied Georg aus dem Unternehmen aus, um sich wiederum dem elterlichen Bauernhof zu widmen. Michael Lang führte das Unternehmen nunmehr allein und hatte das Ziel, die Abhängigkeit von seinem größten Kunden, der Papierfabrik Haindl, zu beenden.

#### Papierproduktion

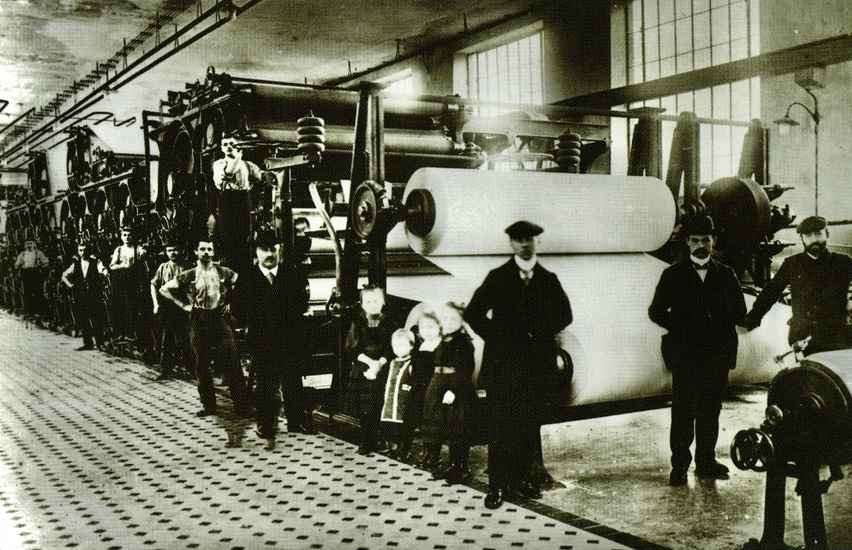
Anlauf der Papiermaschine 1 in der Silvesternacht 1910/1911

Michael Lang fasste deshalb den Entschluss, das Zeitungsdruckpapier in Ettringen selbst herzustellen. Im Januar 1910 plante er den Bau einer Papiermaschine, die er bei der Firma Voith in Heidenheim bestellte und die bereits ein Jahr später am 1. Januar 1911, am Silvestertag, in Betrieb ging. Die erste Jahresproduktion belief sich auf 2.497 Tonnen. Auf dieser Maschine produzierte das Unternehmen über 45 Jahre mit unterschiedlicher Intensität mit einer Belegschaft von rund 80 Arbeitnehmern Zeitungsdruckpapier. Auch über die beiden Weltkriege arbeitete das Unternehmen mit einer stark ausgedünnten Belegschaft. In den Krisenjahren 1929 bis 1934 exportierte das Unternehmen sein Papier nach Nordamerika und China.
Nach dem Tod des Firmengründers Michael Lang 1932 übernahm sein Sohn Hermann Lang die Leitung der Geschäftsführung und auch die Brüder Erhard Lang und Alfons Lang waren als geschäftsführende Gesellschafter im Unternehmen aktiv. Nach kriegsbedingtem Produktionsrückgang und zeitweiser vollständiger Unterbrechung konnte im November 1945 die Produktion langsam wieder aufgenommen werden.

#### Nachkriegszeit
Der anhaltende Wirtschaftsaufschwung nach der Währungsreform 1948 führte zu einer verstärkten Nachfrage nach Papier. Deshalb wurde 1953 ein neues Kraftwerk gebaut und eine weitere Papiermaschine, wiederum von der Firma Voith in Heidenheim, gekauft. 1956 wurde dann eine zweite Papiermaschine in Betrieb genommen. 1963 wurde erstmals Altpapier als Rohstoff verwendet. Dafür wurde eine Deinking-Anlage aufgestellt, mit der dem Altpapier die Druckerschwärze entzogen wird.
Nach dem Tod des Seniorgesellschafters und Firmenchefs Hermann Lang am 31. März 1970, übernahm sein jüngerer Bruder Alfons diese Rolle. Gleichzeitig liefen jedoch die Planungen für eine dritte Papiermaschine weiter. Die steigende Nachfrage veranlasste das Unternehmen im Jahre 1970 eine dritte Papiermaschine aufzustellen, die diesmal bei der Firma Escher-Wyss gekauft wurde. Sie ging am 2. April 1971 in Betrieb. Die Produktionszahlen schnellten schlagartig auf das Dreifache der bisherigen Kapazität des Werkes auf 300 Tagestonnen hoch. Mit Einführung eines Vier-Schicht-Betriebes steigt die Beschäftigtenzahl auf 350 Arbeitnehmer. Nach Anlaufschwierigkeiten der dritten Papiermaschine, zusätzlichen Zins- und Tilgungsbelastungen aus der neuen Investition und einem gleichzeitigen Preisverfall am Zeitungspapiermarkt, kam das Unternehmen in finanzielle Bedrängnisse. Die Banken verweigerten eine Nachfinanzierung.

### Lang Papier AG
Auf Empfehlung der Bayerischen Landesbank holte die Familie Lang im Jahr 1972 den Unternehmensberater Wolfgang Fendt, um das Unternehmen zu sanieren. Sein Sanierungskonzept sah vor, das operative Geschäft auf eine neugegründete Gesellschaft, die Lang Papier AG mit Sitz in Gräfelfing, dem Sitz seiner Unternehmensberatung, zu verlegen. Wolfgang Fendt sollte außerdem den Vorstand übernehmen. Diese Gesellschaft pachtete von der Gebr. Lang KG die Produktionsanlagen in Ettringen und übernahm die Belegschaft sowie den Vertrieb. Für die überschuldete und zahlungsunfähige Gebr. Lang KG vermied er ein Konkursverfahren in der Weise, dass er Forderungen von Gläubigern über die Lang Papier AG oft mit erheblichen Nachlässen aufkaufte. Diese wurden dann in Gesellschaftsanteile der Gebr. Lang KG getauscht. Sodann veranlasste er, dass auch die Gebr. Lang KG in eine Aktiengesellschaft umgewandelt wurde. Die Gebr. Lang KG firmierte nunmehr als Gebr. Lang AG. Zudem ließ sich Fendt 1972 auch zum alleinvertretungsberechtigten Vorstand auch dieser Gesellschaft bestellen. Auch Gläubigern dieser Gesellschaft gestattete er, ihre Forderungen in Aktien zu wandeln. Durch diese Maßnahmen erlangte Fendt beherrschenden Einfluss auf beide Gesellschaften.
Zu seiner Geschäftspolitik gehörte, finanzielle Verhältnisse, aber auch Gesellschafts- und Eigentumsverhältnisse gegenüber Geschäftspartnern, insbesondere den Kreditgebern, zu verschleiern, aber auch den Anfall von Steuern zu verhindern. Für den Geschäftsbetrieb der Papierfabrik in Ettringen gründete er rund 40 Gesellschaften, die für einzelne Tätigkeiten der Papierfabrik zuständig waren, nämlich für Altpapiereinkauf, Warenversand, Vertrieb Inland, Export, Herstellung von Wellpappe und Kartonage, Anschaffung einer EDV-Anlage, Waldbesitz, Versicherungen und Leasing von Maschinen. Alle Gesellschaften hatten ihren Sitz an unterschiedlichen Orten. Außerdem wurden unterschiedliche Wirtschaftsjahre gewählt. Die Buchhaltung der Papierfabrik wurde bei der Unternehmensberatung von Fendt in Gräfelfing geführt. Bei diesen Verhältnissen brach selbst das Finanzamt eine Betriebsprüfung ab, weil es nicht möglich war, einen Überblick über die steuerlichen Verhältnisse zu gewinnen.

#### Zahlungsunfähigkeit
Im Frühjahr 1984, bei dem Bau einer vierten Papiermaschine, traten wieder nicht übersehbare Zahlungsschwierigkeiten auf. Eine Finanzierungslücke konnte Fendt vorübergehend schließen, weil am 3. April 1984 ein Lagerkessel explodierte und zu einer Betriebsunterbrechung führte. Dem Unternehmen flossen dadurch Versicherungsleistungen in Höhe von rund 16 Mio. DM zu. Allerdings waren davon 8,7 Mio. DM unberechtigt, denn Wolfgang Fendt erklärte Papierrollen, die intakt auf Lager lagen, als beschädigt und unverkäuflich. Dieser Versicherungsbetrug hatte später strafrechtliche Konsequenzen.
Trotz der Versicherungsleistungen konnte die Zahlungsunfähigkeit der Lang Papier AG nicht abgewendet werden. Gegen diese Gesellschaft ergingen ab Januar 1985 ständig Mahnbescheide, Pfändungen und Konkursanträge. Um einen Konkurs zu vermeiden, gab die hochüberschuldete Lang Papier AG ihre Geschäftstätigkeit zum 30. April 1985 auf. Der Pachtvertrag mit der Gebr. Lang AG vom 28. März 1972 wurde mit sofortiger Wirkung fristlos gekündigt.

#### Wiederaufnahme der Tätigkeit
Ab 28. März wurden alle Geschäfte wieder über die Gebr. Lang AG abgewickelt. Die Lang Papier AG selbst versuchte ein außergerichtliches Moratorium, das jedoch scheiterte. Ein Zwischenkredit von 3 Mio. DM, den die Hausbanken unter Führung der Bayerischen Landesbank in Höhe von 3 Mio. DM zur Verfügung stellten, reichte bei weitem nicht aus. Ein Sachverständiger stellte fest, dass eine Kapitalzufuhr von etwa 37 Mio. DM und grundlegende organisatorische Änderungen in allen Bereichen notwendig seien. Seit April 1985 konnte die Produktion nicht mehr ordnungsgemäß aufrechterhalten werden, weil die Rohstoffversorgung, die Lieferung von Ersatzteilen und die Versorgung der Papierfabrik mit Strom und Heizöl ausblieben. Die Papiermaschine II wurde stillgelegt. Es kam zu mehreren Konkursanträgen durch Gläubiger. Der Alleinvorstand Wolfgang Fendt zog daraus nicht die Konsequenz, selbst Insolvenzantrag zu stellen, wozu er rechtlich verpflichtet war.

### Konkurs

#### Konkursantrag der Bayerischen Landesbank
Die Bayerische Landesbank stellte am 19. September 1985 beim Amtsgericht in Memmingen Antrag auf Eröffnung des Konkursverfahrens gegen die Gebr. Lang AG. Das Konkursgericht setzte bereits am 20. September 1985 den Stuttgarter Rechtsanwalt Volker Grub als Sequester ein, der untersuchen sollte, ob genügend Geld vorhanden ist, um überhaupt ein Konkursverfahren eröffnen zu können.
Grub stellte bei Aufnahme seiner Tätigkeit fest, dass die Papiermaschine IV zusammen mit 200 Arbeitnehmern bereits am 15. September 1985 an eine neugegründete Firma, Papierfabrik Gebr. Lang GmbH, verpachtet war. Diese Gesellschaft war wenige Tage zuvor im Handelsregister eingetragen worden und war mit einem Stammkapital von 100.000 DM ausgestattet. Geschäftsführer war unter anderem Alexander Fendt, der Sohn von Wolfgang Fendt. Der Pachtvertrag enthielt die ausdrückliche Bestimmung, dass der Pachtgegenstand bereits übergeben sei. Nach zweitägigen Verhandlungen mit den neuen Geschäftsführern konnte Grub am 24. September 1985 erreichen, dass der abgeschlossene Pachtvertrag bis zum 30. Oktober 1985 ausgesetzt wurde. Bedingung dafür war, dass Wolfgang Fendt als Vorstand der Gebr. Lang AG Gelegenheit gegeben wird, beim Amtsgericht Memmingen einen Antrag auf Eröffnung eines Vergleichsverfahrens zu stellen, mit dem ein Konkurs abgewendet werden sollte. Diesen Antrag stellte Wolfgang Fendt bereits einen Tag später. Das Amtsgericht Memmingen bestellte Volker Grub auch in diesem Verfahren zum vorläufigen Vergleichsverwalter.
Der Vergleichsvorschlag von Wolfgang Fendt sah die Fortführung der Papierfabrik und eine Vergleichsquote von 40 Prozent vor. Die eingereichten Vergleichsunterlagen waren so dürftig und lückenhaft, dass sowohl Grub als auch die berufsständige Vertretung, die Industrie- und Handelskammer für Augsburg und Schwaben, empfahlen, das Gericht möge den Vergleichsantrag zurückweisen und ein Anschlusskonkursverfahren eröffnen. Dies geschah mit einem Beschluss des Amtsgerichts Memmingen vom 12. November 1985. Grub wurde als Konkursverwalter bestellt.

#### Fortführung durch Konkursverwalter
Wolfgang Fendt verweigerte dem Konkursverwalter die Herausgabe von Buchhaltungsunterlagen, die sich in seiner Unternehmensberatung in Gräfelfing befanden. Zahlen, die vorlagen, waren unzutreffend. So wurden in einer testierten Bilanz des Jahres 1984 die Umsätze mit 262 Mio. DM ausgewiesen, tatsächlich betrugen sie nur 162 Mio. DM. Trotz dieser Erschwernisse nahm der Konkursverwalter den Betrieb der Papierfabrik in Ettringen wieder auf und erhielt dafür auch das Vertrauen der Hausbanken. Unter Führung der Bayerischen Landesbank wurde ihm ein Kredit für die Fortführung des Unternehmens über 19 Mio. DM eingeräumt.

#### Sanierungskonzept
Das Sanierungskonzept des Konkursverwalters sah vor, unwirtschaftliche Bereiche der Papierfabrik zu schließen. Dazu gehörte die Stilllegung einer Papiermaschine für Wellpappenrohpapier und die Herstellung von Formatpapieren sowie der eigene Werksverkehr. 70 Arbeitnehmer wurden entlassen. Die zahlreichen Nebengesellschaften, die der Verschleierung der Geschäftsvorgänge dienten, wurden aufgelöst. 22 Arbeitnehmer aus diesen Bereichen wurden in die Gebr. Lang AG übernommen.
Der Kundenkreis wurde vor allem auf den süddeutschen Bereich begrenzt, da bei der Preisgestaltung die Frachtkosten eine Rolle spielten. Bei norddeutschen Kunden war die Papierfabrik daher nicht wettbewerbsfähig. Zu den wichtigen Kunden gehörte der Süddeutsche Verlag, die Frankfurter Allgemeine Zeitung, der Münchner Merkur, die Stuttgarter Zeitung, die Augsburger Allgemeine, die Allgäuer Zeitung und die Westdeutsche Allgemeine Zeitung. Die Besonderheiten des Vertriebes bestanden darin, dass die Lieferungen aufgrund von Jahreskontrakten erfolgten, die in der Regel in den Monaten November und Dezember des vorangehenden Jahres abgeschlossen wurden. Als das Konkursverfahren am 12. November 1985 eröffnet wurde, standen die Verhandlungsrunden für den Abschluss der Jahreskontrakte für das Jahr 1986 bevor. Der Konkursverwalter verhandelte diese Jahreskontrakte persönlich und konnte so das Vertrauen der Zeitungsverlage in die Zukunft des Unternehmens gewinnen.
Auch das Vertrauen der Belegschaft in die Integrität der Geschäftsleitung musste wieder hergestellt werden. In einem Haustarifvertrag sagte Grub eine Lohnerhöhung in Höhe von 3,8 Prozent zu. Prokuren wurden neu verteilt an  Eberhard Wittmann, Technik,  Dieter Lang, einen Enkel des Firmengründers, Vertrieb und Heidemarie Wiesenfeller, für Materialwesen und Logistik.
In der maschinellen Ausstattung lag ebenfalls vieles im Argen. Notwendige Reparaturen wurden in der Vergangenheit nicht durchgeführt. Insgesamt wurden kurzfristig Investitionen in Höhe von 7,2 Mio. DM getätigt.

#### Gründung der Gebr. Lang GmbH Papierfabrik
Aufgrund der völlig undurchsichtigen finanziellen und steuerlichen Verhältnisse konnte der Betrieb in bestehenden Gesellschaften nicht auf die Dauer fortgesetzt werden. Grub gründete deshalb die Firma Gebr. Lang GmbH Papierfabrik, die zum 1. Mai 1986 ihre Tätigkeit aufnahm. Der Name Lang war im Handelsregisterbezirk des Amtsgerichts Memmingen bereits durch einige Gründungen von Wolfgang Fendt belegt, daher wurde die neu zu gründende Firma beim Amtsgericht Ludwigsburg eingetragen. Das Stammkapital der Gesellschaft betrug 5 Mio. DM. In dieser Gesellschaft übernahm Grub die alleinige Geschäftsführung. Als Prokuristen wurden Eberhard Wittmann, Dr. Dieter Lang und Heidemarie Wiesenfeller bestellt.
In der neuen Rechtsform erwirtschaftete die Papierfabrik wieder Gewinne. Dies erleichterte den Verkaufsprozess für das Unternehmen wesentlich. Zu den Kaufinteressenten gehörten unter anderem die Firmen Haindl Papier GmbH, Augsburg, die Feldmühle AG und die norwegische Norske Skogindustrier A.S.

#### Ende des Insolvenzverfahrens
Der Unternehmensverkauf an Myllykosky erfolgte bereits 1987, das Insolvenzverfahren konnte jedoch erst im Juni 1992 beendet werden. Vier Banken mit besicherten Ansprüchen in Höhe von 116 Mio. DM erhielten eine Zahlung von 92,7 Mio. DM. Die nicht bevorrechtigten Konkursgläubiger in Höhe von 111 Mio. DM, erhielten eine Zahlungsquote von 35 Prozent.

#### Wolfgang Fendt
Nach der Eröffnung des Konkursverfahrens im Dezember 1985 war Wolfgang Fendt nicht mehr erreichbar. Ein internationaler Haftbefehl, der von der Staatsanwaltschaft Augsburg gegen ihn erwirkt wurde, konnte nicht mehr vollstreckt werden. Er setzte sich nach Paraguay ab.
Ein Versicherungskaufmann, der für Fendt arbeitete und ihm nach Paraguay gefolgt war, kehrte 1990 nach Deutschland zurück. Er sagte bei der Polizei gegen Fendt aus und brachte beweiskräftige Unterlagen dazu mit, dass über Tarnkonten in der Schweiz Gelder zu Fendt nach Paraguay flossen und Fendt zu hochrangigen bayerischen Politikern Kontakte hielt.
Erst nach rund 10 Jahren kehrte Fendt, gesundheitlich angeschlagen, wieder nach Deutschland zurück und konnte sich mit Staatsanwaltschaft und Strafgericht einigen.

## Übernahme durch Myllykosky Oy

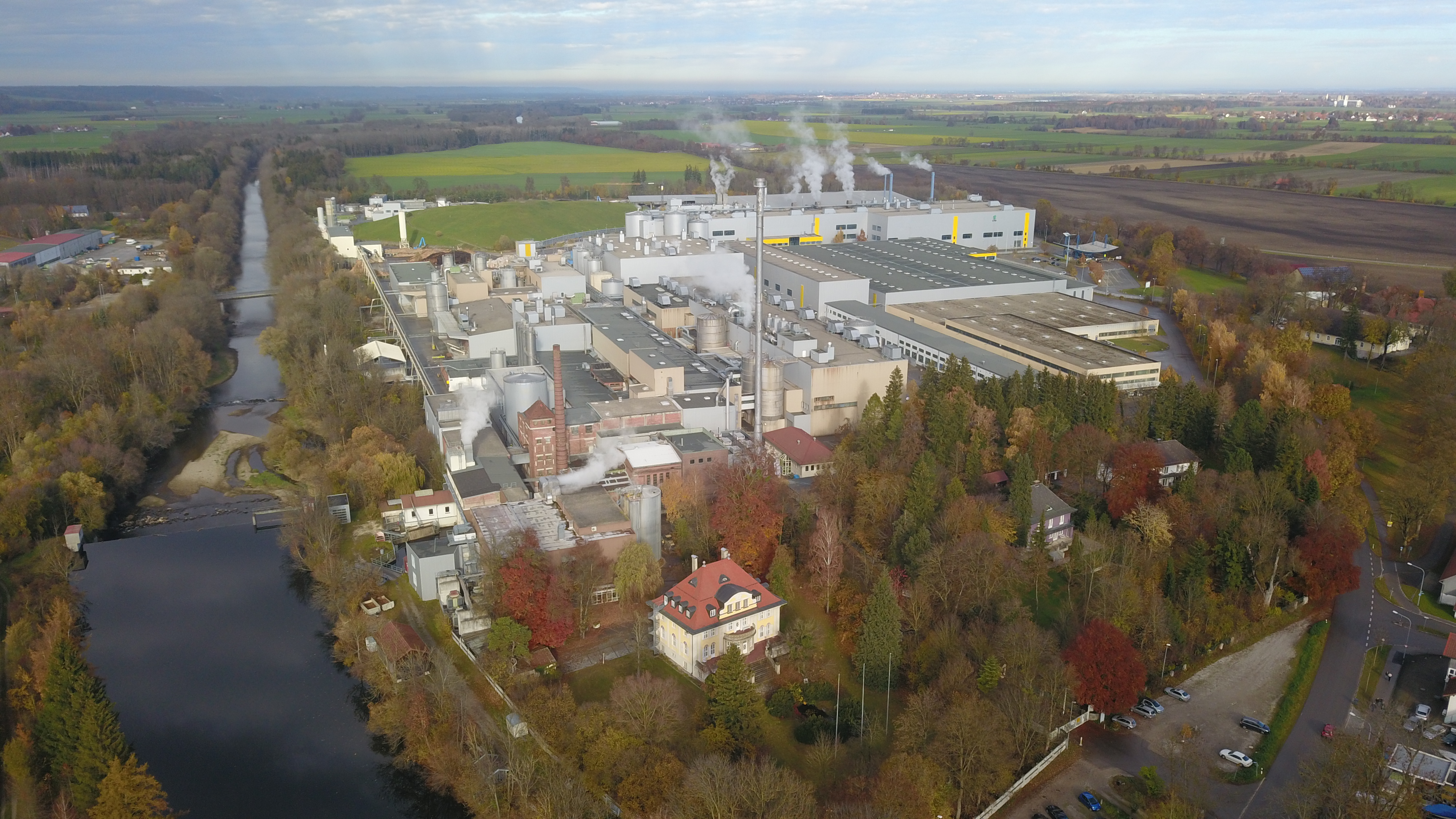
UPM Ettringen – Luftansicht des Werksgeländes 2018

Mit Wirkung zum 1. Januar 1987 übernahm die finnische Myllykoski Oy alle Geschäftsanteile der neu gegründeten Gebr. Lang GmbH Papierfabrik, zusammen mit den Betriebsgrundstücken. Alle 370 Arbeitnehmer nebst den 17 Auszubildenden wurden übernommen.  Jaakko Tuomola wurde neuer Geschäftsführer von Lang Papier.
1997 erwarb Myllykosky Oy die Papierfabrik Mochenwangen und die Papierfabrik Utzenstorf in der Schweiz, die beide unter der Leitung der Gebr. Lang GmbH weitergeführt wurden.
In den 1990er Jahren entwickelte das Unternehmen stark altpapierhaltige Tiefdruck- und Offsetpapiere. Im Frühjahr 1998 begann Myllykosky Oy in Ettringen mit dem Bau einer 5. Papiermaschine der Firma Voith-Sulzer mit einer Jahresleistung von 280 000 Tonnen. Zur Entlastung des Güterverkehrs wurde ein neuer Gleisanschluss gebaut. Das Investitionsvolumen belief sich auf 410 Mio. DM.
2010 wurden Myllykoskis Papierfabriken von UPM Kymmene übernommen.

## Heute
Mit rund 250 Mitarbeitern gehört die Firma noch immer zu den größten Industriebetrieben in der Umgebung. UPM Ettringen betreibt aktuell nur noch eine Papiermaschine mit einer Gesamtkapazität von 280.000 Tonnen Papier pro Jahr. Am 12. März 2025 wurde bekannt, dass die Papierfabrik im Juli 2025 geschlossen wird. 235 Mitarbeiter verlieren dadurch ihren Arbeitsplatz.

### Stilllegung von Papiermaschine 3 und 4
Im Jahr 2012 wurde die Papiermaschine 3 stillgelegt, damit sank die Gesamtkapazität auf 460.000 Tonnen Papier pro Jahr; die Zahl der Mitarbeiter sank auf knapp 400. Zu zwei Dritteln liegt die Produktion bei Magazinpapieren. Am 17. Januar 2013 gab UPM die Stilllegung der Papiermaschine 4 zur Jahresmitte 2013 bekannt. Damit bleibt nur noch die Papiermaschine 5 in Betrieb.
Im Oktober 2013 unterzeichneten UPM und das Unternehmen Aviretta einen „Letter of Intent“ zur Übernahme der stillgelegten Papiermaschine 4 durch die Firma Aviretta GmbH, welcher später vollzogen wurde. Die Papiermaschine wurde auf die Produktion von Wellpappenrohpapier umgerüstet, Aviretta agiert als eigenständige Firma auf dem Gelände der UPM.

### Bahnanschluss

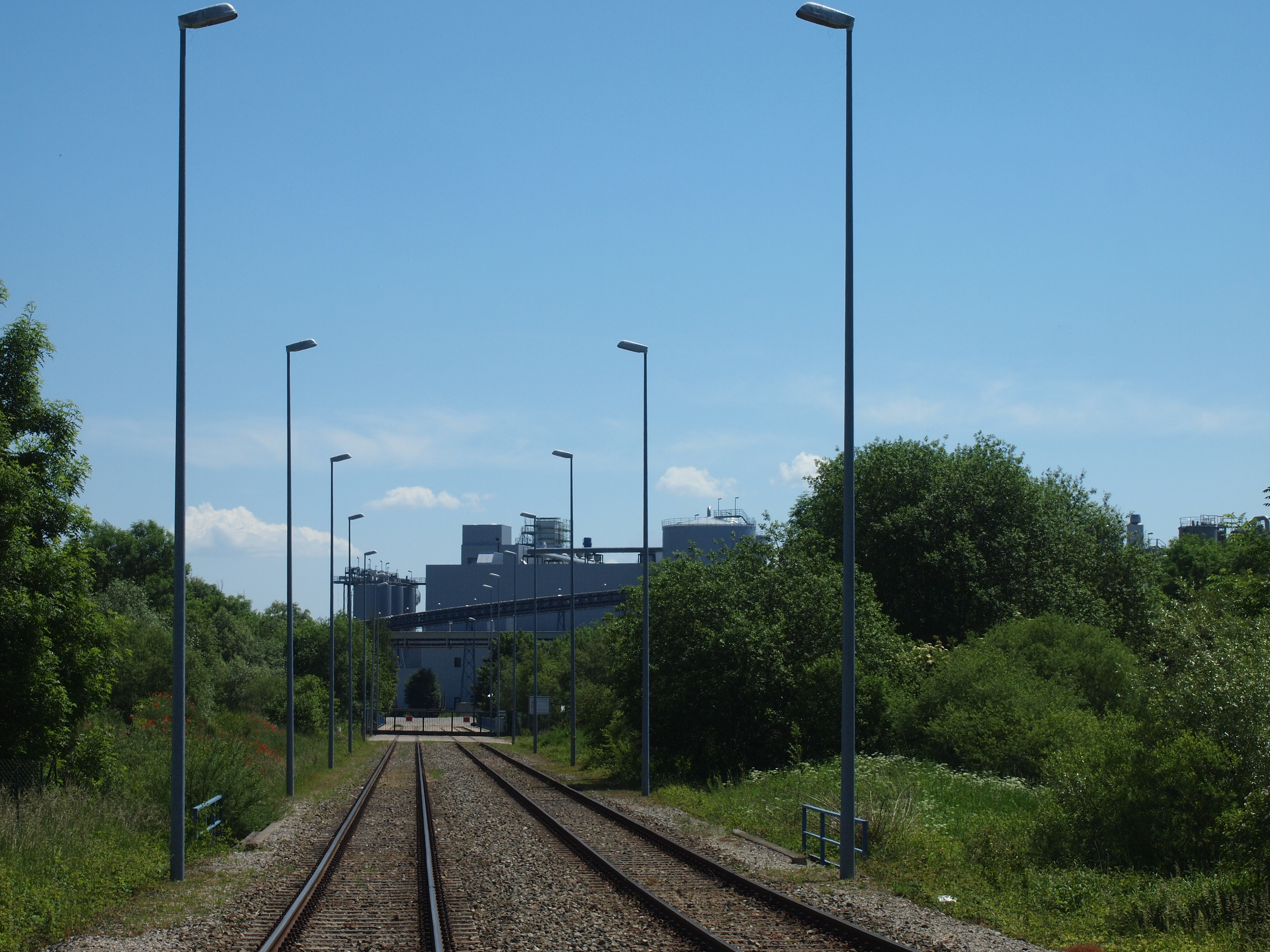
Bahnanschluss der UPM Ettringen

Am 24. Januar 2000 wurde ein neu gebauter Gleisanschluss vom ehemaligen Bahnhof Ettringen an der Bahnstrecke Gessertshausen–Türkheim („Staudenbahn“) bis auf das Unternehmensgelände eingeweiht, für den unter anderem eine Brücke über die Wertach errichtet wurde. Die Bedienung erfolgt durch DB Cargo.

### Planung eines Heizkraftwerkes mit Müllverbrennung
Um ein altes Schwerölkraftwerk außer Betrieb zu nehmen, sollte ein neues Heizkraftwerk mit Ersatzbrennstoffen und Müllverbrennung betrieben werden. Der Bau der Anlage war unter den Einwohnern der Umgebung umstritten und wurde letztendlich aus wirtschaftlichen Erwägungen und auf Druck einer Bürgerinitiative nicht ausgeführt.

### Verkauf des Wasserkraftwerks
Das Wasserkraftwerk des an der Wertach gelegenen Unternehmens wurde 2017 an den Augsburger Energieversorger Erdgas Schwaben verkauft.

## Papiermaschinen
- 1910 erste Papiermaschine von Voith, Tagesleistung 35 to
- 1956 zweite Papiermaschine von Voith, Tagesleistung 35 to
- 1971 dritte Papiermaschine von Escher Wyss, Tagesleistung 130–230 to
- 1983 vierte Papiermaschine von Valmet, Jahresleistung 150 000 to
- Daraus errechneten sich für 1983 eine Jahresleistung von 280 000 to für alle Maschinen[33]
- 1985 Stilllegung von Papiermaschine 1
- 1987 Stilllegung von Papiermaschine 2
- 1999 fünfte Papiermaschine 5 Compact von Voith-Sulzer, Jahresleistung 280 000 to[23]
- 2012 Stilllegung von Papiermaschine 3
- 2013 Stilllegung von Papiermaschine 4
- 2015 Wiederinbetriebnahme der Papiermaschine 4 durch die Firma Aviretta GmbH[34]